# Стаффан Таппер
Стаффан Таппер (швед. Staffan Tapper, нар. 10 липня 1948, Мальме) — шведський футболіст, що грав на позиції півзахисника за «Мальме» та національну збірну Швеції.
П'ятиразовий чемпіон Швеції. 

## Клубна кар'єра
Народився 1948 року у родині Бер'є Таппера, нападника клубу «Мальме» 1940-х років. У дорослому футболі дебютував 1968 року виступами за команду «Мальме», кольори якої і захищав протягом усієї своєї кар'єри гравця, що тривала дванадцять років. В її складі п'ять разів ставав чемпіоном Швеції, чотири рази вигравав Кубок країни.

## Виступи за збірну
1971 року дебютував в офіційних матчах у складі національної збірної Швеції. Протягом кар'єри у національній команді, яка тривала 8 років, провів у формі головної команди країни 36 матчів, забивши 3 голи.
У складі збірної був учасником чемпіонату світу 1974 року у ФРН, а також чемпіонату світу 1978 року в Аргентині.

## Титули і досягнення
- Чемпіон Швеції (5):

«Мальме»: 1970, 1971, 1974, 1975, 1977
- Володар Кубка Швеції (4):

«Мальме»: 1972-73, 1973-74, 1974-75, 1977-78